# Покровский монастырь (Чита)
Покровский монастырь — женский православный монастырь в Чите, заложивший основы женского монашества в Забайкалье.
Монастырь возник из женской общины, которую Священный Синод своим указом от 27 января 1887 году определил называть Читинской Богородицкой и возложил на неё обязанность по воспитанию девочек-сирот и содержание больных и увечных, находившихся на попечении Забайкальской духовной миссии. Торжественное открытие общины состоялось 25 марта, было освящено место для её будущего храма. Весной 1893 года община указом Синода была преобразована в общежительный монастырь.
30 мая 1889 года состоялось освящение монастырского храма в честь Александры Римской и семи святых дев. В нём по распоряжению епархиального начальства по воскресным дням устраивали религиозно-нравственные чтения. В 1893 году монастырь обнесли оградой со Святыми вратами, а также возвели часовню во имя Николая Чудотворца.
Монастырь относился к числу заштатных то есть не получал государственного пособия и существовал на самообеспечении. Основным источником дохода было сельское хозяйство и построенный в 1900 году свечной завод, обеспечивавший свечами всю епархию. Также монахини занимались рукоделием, пекли просфоры для городских церквей.
Во время Русско-японской войны в одном из корпусов монастыря по просьбе Российского общества Красного Креста был открыт лазарет для раненых. При монастыре вскоре после его основания начала работать церковно-приходская школа для девочек, в 1910 году была открыта вторая, одноклассная школа, которую в 1912 году монастырь был вынужден закрыть из-за нехватки средств на её содержание.
В 1915 году настоятельница монастыря с сёстрами обратились с ходатайством о переименовании монастыря в Покровский в честь главного праздника обители — Покрова Пресвятой Богородицы. Синод своим указом от 30 мая 1915 года удовлетворил прошение и определил «Читинский Богородицкий монастырь именовать впредь Читинским Покровским».
После Октябрьской революции 1917 года монастырь как находившийся на территории контролируемой Белой армией продолжил своё существование, с 30 августа 1919 по 5 марта 1920 года в нём находились гробы с останками алапаевских мучеников, которые затем вывезли в Китай. После перехода Читы под контроль Советской власти монастырь сразу закрыт не был — в нём был открыт приют для детей из голодающих районов страны. В 1923 году Покровский монастырь был закрыт, в его зданиях открыли колонию для беспризорников, а позднее на его месте построили корпуса швейной фабрики.